# Peter Zakrajšek
Peter Zakrajšek, slovenski častnik, veteran vojne za Slovenijo, obramboslovec, * 25. junij 1965, Ljubljana.
Brigadir Peter Zakrajšek je bil poveljnik prvega slovenskega kontingenta Slovenske vojske, ki je deloval v Afganistanu v sklopu ISAF.

## Vojaška kariera
- poveljnik SIKON ISAF 1

- povišan v polkovnika: 26. oktober 2011

## Odlikovanja in priznanja
Slovenska odlikovanja
- bronasta medalja Slovenske vojske (14. maj 1993)
- medalja v službi miru (8. oktober 1999; ploščice ALBA 1997, SICON MNBG II 2003, ISAF I 2004)
- spominski znak Alba (30. julij 1997)

Tuja odlikovanja
- NATO ISAF medalja (2004)
- Minnesota Commenndation Ribbon with pendant (2003)
- našitek Ranger (1995)
- padalski znak (ZDA) (1995)

- medalja generala Franca Rozmana Staneta: 7. oktober 2011[2]